# Hofmaler
En hofmaler er tilknyttet et hof og beskæftiget med at male især portrætter af kongelige og adelige personer. Hofmaler var blandt andre Jens Juel for Christian 7., Jacques d'Agar for Christian 5. og Francisco Goya for spanske hoffer.
| Job | Spire Denne artikel om et job eller en stillingsbetegnelse er en spire som bør udbygges. Du er velkommen til at hjælpe Wikipedia ved at udvide den. |